# Dofus
Dofus är ett datorspel av typen MMORPG från 2005 som utvecklats av det franska företaget Ankama. Spelet skiljer sig från de flesta andra MMORPGs genom att striderna är turbaserade. Världen är tvådimensionell med ett isometriskt perspektiv och spelet innehåller en hel del humor. Designen av spelfigurerna är tydligt inspirerad av manga. Spelet stödjer både PvP och PvE.
Spelet kan spelas gratis. För att få tillgång till hela spelet måste man dock betala en avgift (se member).

## Jobb/Yrken
Ett yrke är till för att spelfiguren ska kunna tillverka föremål och samla saker.

### Alkemist
En alkemist kan samla plantor och blommor och göra olika sorters drycker. Användbara föremål: Olika sorters vantar.

### Bonde
En bonde kan skörda spannmål och mala mjöl som kan användas av bagare. Användbara föremål: Lie

### Trädhuggare
En trädhuggare hugger ner träd och gör plankor. Användbara föremål: Yxa

### Gruvarbetare
En gruvarbetare hackar ner sten och gör magiska stenar. Användbara föremål: Hacka

### Fiskare
En fiskare fiskar fisk. Användbara föremål: Fiskespö

### Jägare
En jägare jagar djur. Användbara föremål: Jägarkniv, tofuspö, jägaryxa, jägarsvärd, pilbåge, jägarspade, jägarspö, spjut, jägarhammare.

### Bagare
Bagare gör bröd och godis. Användbara föremål: Kavel

### Slaktare
Slaktare gör mat, och gör djur till spöken. Användbara föremål: Slaktarkniv.

### Fiskhandlare
En fiskhandlares (fishmonger) jobb är att göra fisk ätbar. Användbara föremål: Fisklagarkniv.

### Händig man
En händig man (handyman) gör nycklar. Användbara föremål: Hammare.

### Juvelerare
En juvelerare tillverkar ringar och amuletter. Användbara föremål: Kniv.

### Skomakare
En skomakare gör skor och bälten. Användbara föremål: Läderkniv.

### Skräddare
En skräddare syr hattar, mantlar och väskor. Man behöver en skräddarmanual för att bli skräddare. Användbara föremål: Nål och tråd.

### Bågtillverkare
En bågtillverkares (bow carver) jobb är att tillverka och reparera pilbågar. Användbara föremål: Bågkniv.

### Stavtillverkare
En stavtillverkare (staff carver) gör och reparerar stavar. Användbara föremål: Stavkniv

### Spötillverkare
En spötillverkare (wand carver) gör och reparerar spön. Användbara föremål: Spökniv.

### Yxsmed
En yxsmed gör och reparerar yxor. Användbara föremål: Yxhammare.

### Dolksmed
En dolksmed gör och reparerar dolkar. Användbara föremål: Dolkhammare.

### Hammarsmed
En hammarsmed gör och reparerar hammare. Användbara föremål: Hammare.

### Spadsmed
En spadsmed gör och reparerar spadar. Användbara föremål: Spadhammare.

### Svärdssmed
En svärdsmed gör och reparerar svärd. Användbara föremål: Svärdhammare.

### Sköldsmed
En sköldsmed gör och reparerar sköldar. Användbara föremål: Sköldhammare.

### Smed för magiska vapen
En sådan gör magiska vapen. (Kräver att man är member). Användbara föremål: Magisk hammare.

## Member
Member är ett p2p (Pay to play) som betyder att man måste betala för att få tillgång till fler saker och platser i spelet.

## Föremål
Olika föremålen ens karaktär kan ha på sig.

### Vapen
De olika vapnen är yxa, pilbåge, dolk, hammare, hacka, lie, spade, stav och spö. Olika spelfigurer har olika specialiteter.

### Ring
Ringar som man har på ringfingret, man kan max ha 2 stycken, och man kan ha 2 stycken likadana.

### Sköld
Vanliga sköldar som man håller i handen. För de flesta måste man ha sin pvp (player versus player) på för att använda.

### Mantel
En mantel som man har på sig. Vissa av dem ger inga stats alls.

### Skor
Skor som man har på sig.

### Hatt
Hattar som man har på huvudet

### Bälte
Bälten runt midjan. Några ger pods, som bestämmer hur mycket man kan bära.

### Amulett
En amulett som man bär runt halsen.

### Djur
Ett djur som går efter en hela tiden (kräver att man är member).
Är ofta ett monster som man slåss mot. De ger olika stats som hjälper figuren.

### Riddjur
Ett riddjur som ger stats, kan bära saker och gör en snabbare (kräver att man är member).